# Bombardier-torpilleur
Ne doit pas être confondu avec Torpilleur.
Un bombardier-torpilleur est un bombardier conçu principalement pour attaquer des navires ou des sous-marins avec des torpilles. Cela requiert une longue soute à bombe ou une installation particulière sous le fuselage pour transporter l'engin, ce qui explique pourquoi il existe un type d'avion particulier pour cette tâche.

## Origine
La torpille autopropulsée est inventée en Autriche-Hongrie dans les années 1860  (Torpille Whitehead). Les principales marines adoptent rapidement ce type d'armes. Cette nouvelle arme change sensiblement les stratégies de guerre navales. Elle permet à des navires de petit tonnage de menacer de façon crédible des navires de ligne. Cela conduit à l'apparition de nouvelles classes de navires, le torpilleur (navire de petite taille armé principalement de torpilles, et non d'artillerie), et le contre-torpilleur ou destroyer, chargé d'escorter les escadres contre le précédent. Le 16 janvier 1878, le vapeur ottoman Intibah est le premier navire coulé par une torpille, pendant  la Guerre russo-turque de 1877-1878. Des navires majeurs sont coulés par des torpilles au cours de la guerre sino-japonaise de 1894 et pendant la guerre russo-japonaise de 1905.
Dès les débuts de l'aviation , les militaires s'intéressent à la possitilité d'embarquer une torpilles dans un aéronef. Dès lors qu'il est possible de construire un avion capable de porter une charge suffisante, donc dans la première moitié des années 1910, des expérimentations en ce sens sont lancées, notamment en Grande-Bretagne, en Italie et aux Etats-Unis.

## Mission et caractéristiques
La mission principale d'un bombardier-torpilleur est d'emporter une torpille et de la lancer sur un navire ennemi. Pour cela, il doit être capable d'emporter une charge relativement lourde : à titre d'exemple, la Mark 13, torpille aérolarguée standard de l'US Navy pendant la seconde guerre, pèse un peu plus d'une tonne. La majorité des bombardier-torpilleurs emportent une seule torpille. Elle est fixée sous le fuselage, placée au niveau du centre de gravité de l'avion, pour qu'il ne soit pas déséquilibré en la larguant. Cela implique que le train d'atterrissage soit conçu de manière à ne pas encombrer cet emplacement, c'est l'une des raisons qui conduit au développement d'avions spécifiques. Pour attaquer lancer sa torpille, l'avion soit suivre une trajectoire qui anticipe l'interception du navire ciblé, et voler à basse à altitude (parfois aussi bas que 50 mètres) et à basse vitesse (200 à 300 km/m) pour le largage. Il est, pendant cette phase, très vulnérable à la défense anti-aérienne et à d'éventuels chasseurs ennemis. Les appareils conçus dans le rôle de bomber-torpilleurs sont très variés par leur configuration. Les premiers, pendant la première guerre mondiale, sont des hydravions à flotteurs. Par la suite apparaissent de nombreux avions basés à terre ou sur porte-avion. On trouve aussi parmi eux des monomoteurs et des bimoteurs. La plupart ont deux ou trois membres d'équipages, ce qui évite au pilote de devoir gérer le largage de la torpille.

## Historique
Les bombardiers-torpilleurs furent utilisés surtout jusqu'à la Seconde Guerre mondiale. Pendant cette guerre, ils jouèrent un rôle important par exemple contre les sous-marins allemands, ainsi que lors de batailles comme l'attaque de Tarente par les Britanniques ou l'attaque japonaise sur Pearl Harbor. Le taux de réussite des attaques contre des navires en mouvement durant ce conflit est de 15 %, il faut en moyenne quatre impacts de torpilles pour couler un cuirassé.
Les bombardiers-torpilleurs disparurent pratiquement à la fin de la Seconde Guerre mondiale, remplacés par :
- les avions de patrouille maritime et les hélicoptères pour la lutte anti-sous-marine
- des avions multirôles équipés de missiles anti-navires pour la lutte anti-navire

## Listes de bombardiers-torpilleurs
Ces listes ne sont pas exhaustives. Les types d'appareils sont classés par époque d'utilisation puis par pays du concepteur d'origine. Certains types d'appareils ont été utilisés à plusieurs périodes.

### Bombardiers-torpilleurs de laPremière Guerre mondiale
- France

- Italie
  - Caproni Ca.3 (1916 - 1929)

- Royaume-Uni
  - Sopwith Cuckoo (1917 - 1923)

### Bombardiers-torpilleurs de l'entre-deux-guerres
- France
  - Latécoère Laté 290 (1931 - 1939) : hydravion à flotteurs, monomoteur.
  - Latécoère Laté 298 (1938 - 1951) : hydravion à flotteurs, monomoteur.

### Bombardiers-torpilleurs de laSeconde Guerre mondiale
- France
  - Latécoère 298 (1938-1951)
  - Levasseur PL 14
  - Lioré et Olivier LeO H-257

- Royaume-Uni
  - Bristol Beaufort
  - Fairey Swordfish (1936 - 1945)
  - Fairey Barracuda (1943 - 1945)

- États-Unis
  - Douglas TBD Devastator (1937 - 1943)
  - Grumman TBF Avenger (1942 - années 1960)
  - Northrop N-3PB ( - )

- Union soviétique
  - Iliouchine DB-3T ( - )
  - Iliouchine Il-2T ( - )
  - Iliouchine Il-28T ( - )
  - Tupolev Tu-2T (ANT-62T) ( - )
  - Tupolev MR-6 ( - )
  - Tupolev SB T-1/ANT-41 ( - )

- Allemagne
  - Heinkel HE 59 (1935 - 1944)
  - Junkers Ju 88 : bombardier bimoteurs, certaines versions sont conçues pour ce rôle.

- Italie
  - Caproni Ca.314B / Ca.314-RA (en) ( - )
  - Savoia-Marchetti SM.79 Sparviero (1936 - 1952 à 1959)

- Japon
  - Nakajima B5N  (japonais 中島 B5N) ou Kate (1939 - 1945)
  - Nakajima B6N Tenzan (japonais : 中島 B6N 天山 - "Montagne merveilleuse") ou Jill (1943 - 1945) : monomoteur embarqué
  - Aichi B7A Ryusei : monomoteur embarqué, conçu dans le double rôle bombardier-torpilleur et bombardier en piqué.

### Bombardiers-torpilleurs de l'Après-guerre
- France
  - Bloch MB.175T (1947 - 1960)

- Italie
  - Savoia-Marchetti SM.79 Sparviero (1936 - 1952 à 1959)

- Royaume-Uni

- États-Unis

## Galerie

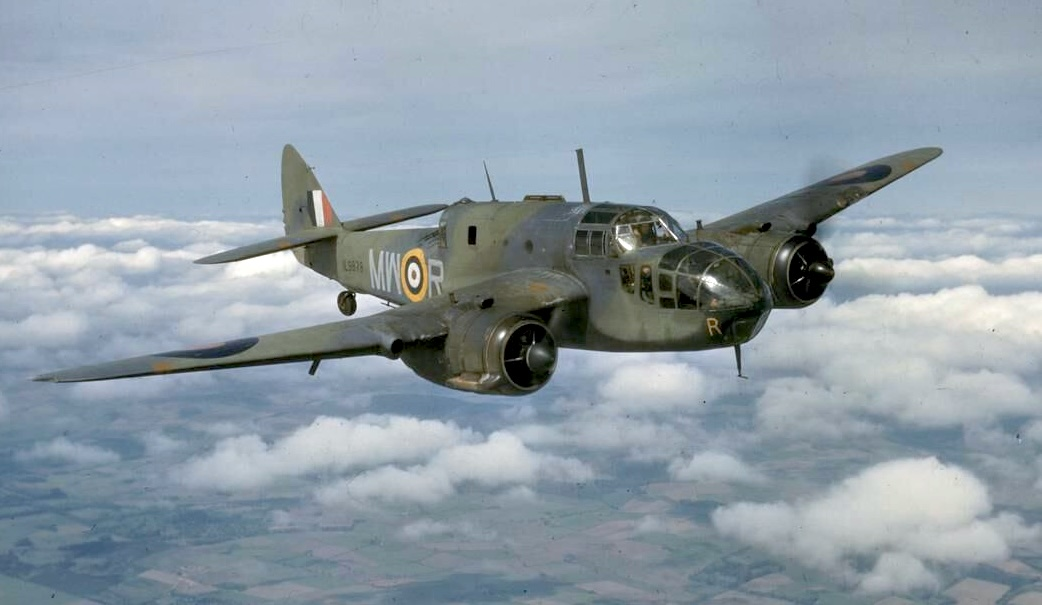
Bristol Beaufort
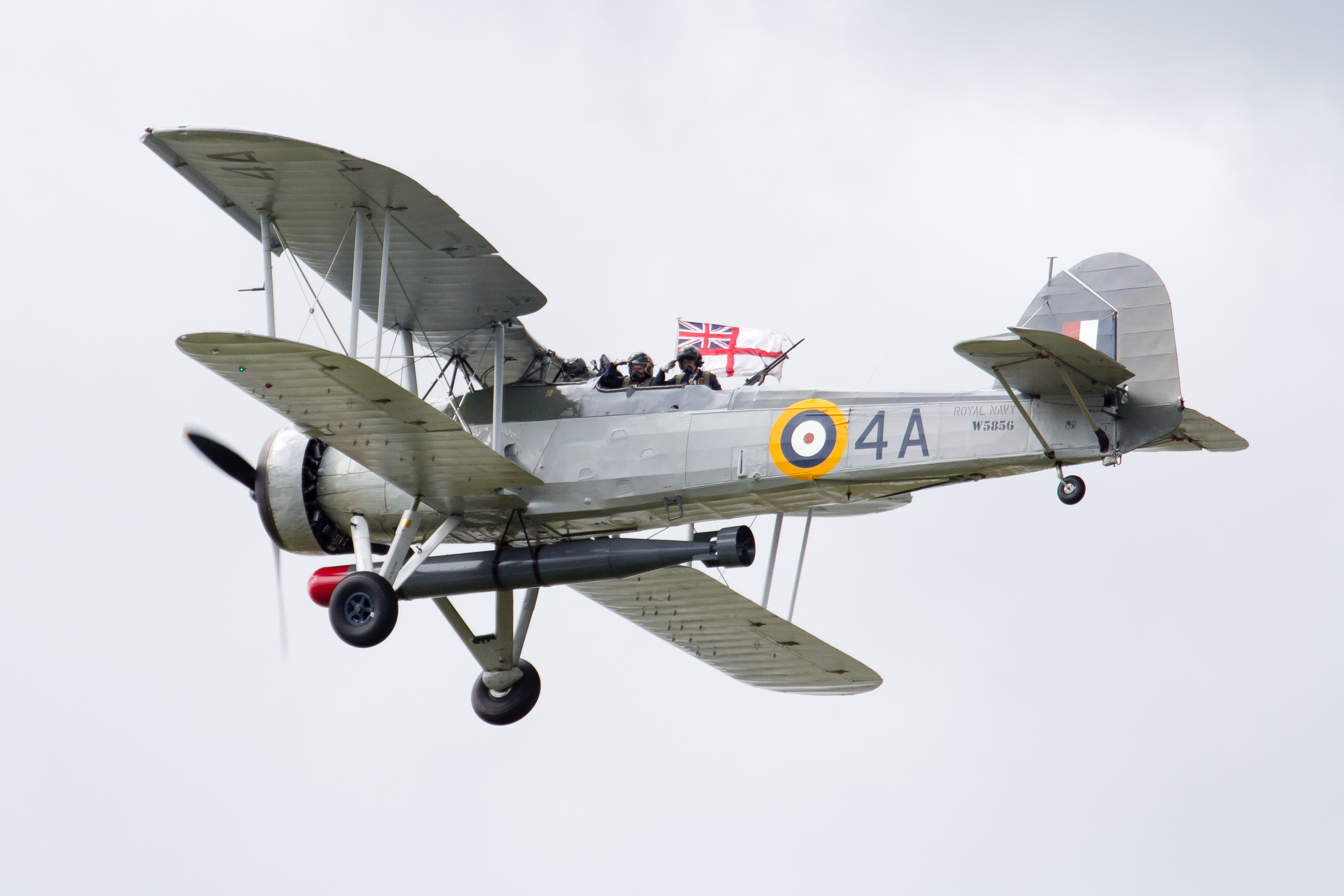
Un Fairey Swordfish armé de sa torpille
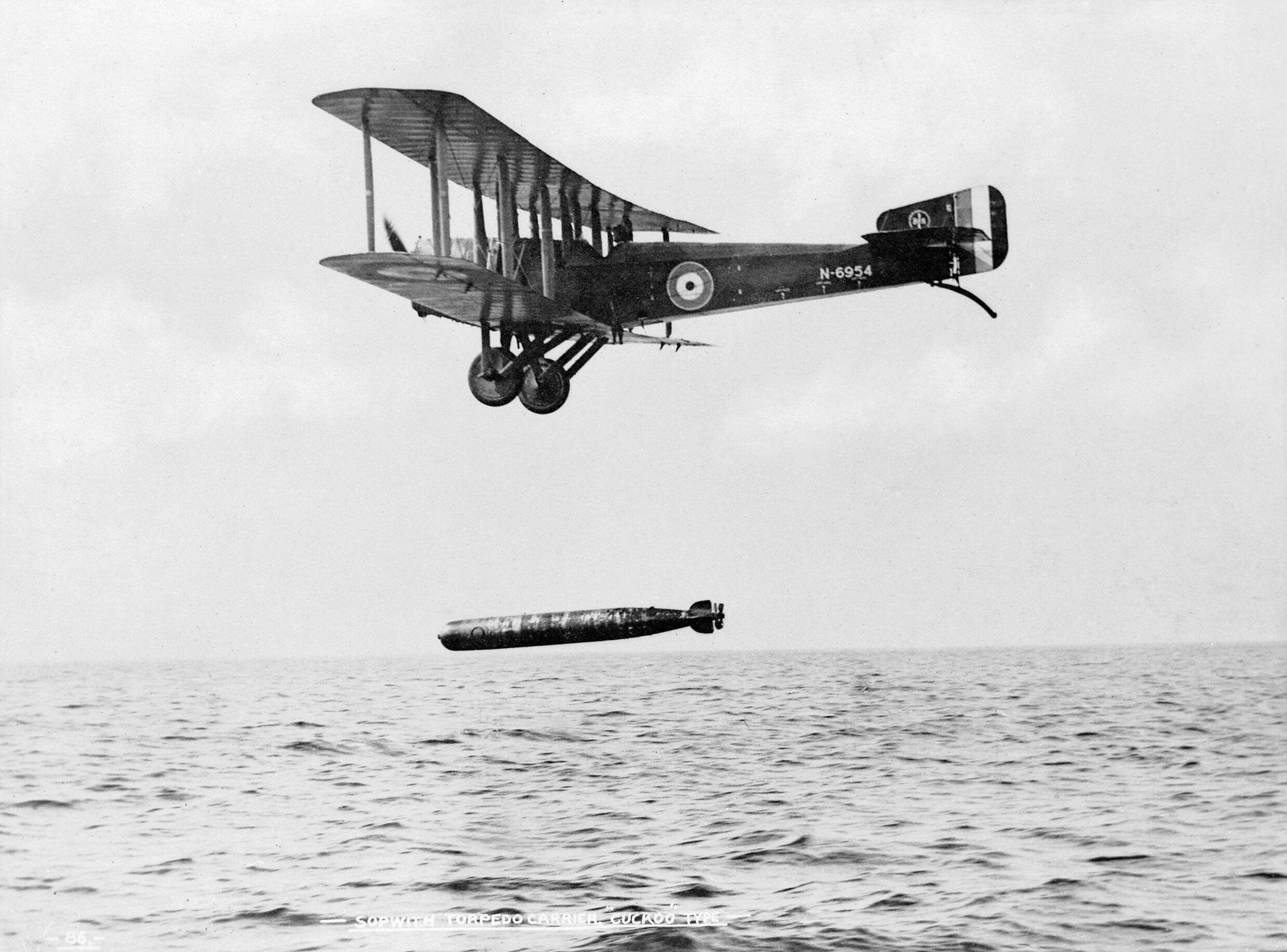
Lâcher d'une torpille par un Sopwith Cuckoo entre 1916 et 1923